# 토마스의 복음서

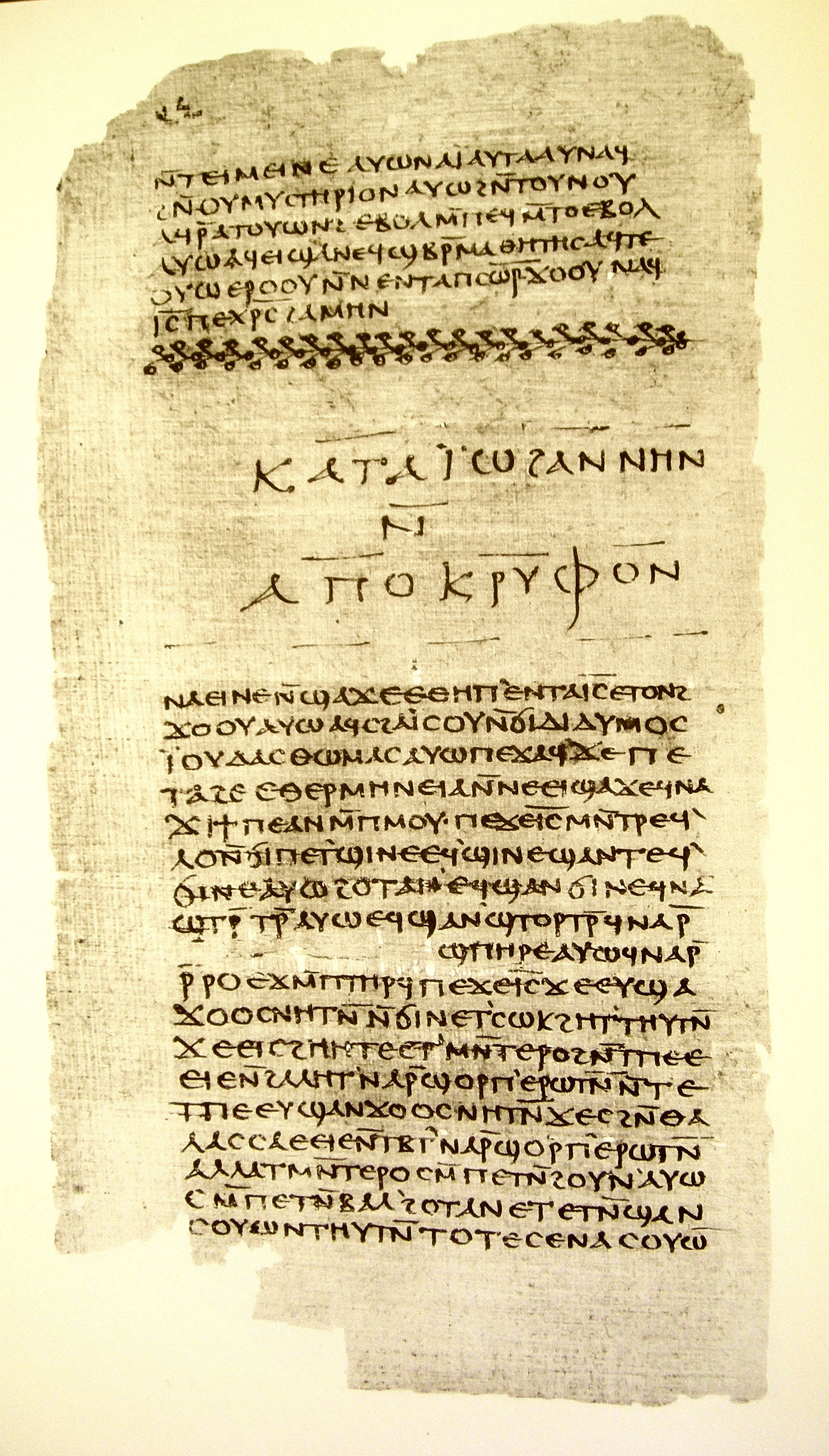

《토마스에 의한 복음서》(Gospel According to Thomas)는 기독교 신약성서 외경의 하나로서, 서문에서 예수의 열두제자 중 한 사람인 '쌍둥이' 유다 토마스가 썼다고 기록되어 있다. 콥트어로 기록된 완전한 사본이 1945년 나그함마디에서 나그함마디 문서의 일부로 발견되었고, 이후 1898년 이집트 옥시링쿠스에서 발견된 그리스어 조각 필사본의 내용과 일치한다는 것이 밝혀졌다. 토마스 복음서는 예수의 일생에 대한 전기적 내용을 담고 있는 사복음서의 형식과 달리, 예수의 어록들로 이루어져 있으며 겨자씨의 비유 등 공관복음서에 나오는 예수의 말씀과 같은 공통된 내용이 다수 있다.
토마스 복음서는 이름이 비슷한 토마스 행전(The Acts of Thomas), 토마스의 유년기 복음서(The Infancy gospel of Thomas)과는 다른 것이다.

## 판본

### 나그함마디 문서
콥트어로 파피루스에 기록된 완전한 어록 복음서로 1945년 나그함마디 문서의 코덱스 II에 속한다. 이 문서는 이집트 고문서서의 소유로 1956년에 영인본이 공개되었고, 1959년부터 학자들이 본격적으로 연구하기 시작했다. 서기 340년 경에 필사된 문서로 추정된다.

### 옥시링쿠스 파피루스 조각
히랍어로 파피루스에 기록된 예수의 어록 조각들이다. 콥트어 도마복음이 발견된 이후에, 학자들은 이집트의 옥시링쿠스에서 1898년 발견된 그리스어 문서들 중에 도마 복음서의 그리스어 판이 있었다는 것을 알게 되었다. 그것은 옥시링쿠스 파피루스 1번, 654번, 655번에 해당한다 흔히 후자를 구별하여 그리스어 토마스 복음서라고 부른다. 이것은 200년 경에 필사되었다고 추정된다.

## 내용
토마스 복음서는 예수의 가르침만을 담고 있는 "어록 복음서"이다.
내용은 다음과 같이 시작함으로써 예수의 가르침의 핵심적인 내용을 서술하고 있다. "이것은 살아있는 예수께서 했던 비밀의 말씀이며, 그것을 쌍둥이 유다 토마스가 기록한 것이다. 예수께서 말씀하셨다 '누구든지 이 말들의 뜻을 밝히는 자는 죽음을 맛보지 않을 것이다.'
또한 이렇게 말씀하셨다. '찾는 자들은 발견할 때까지 찾기를 멈추지 말지어다. 그들은 찾은 즉 근심하게 될 것이다. 근심한 즉 경이로울 것이다. 그리고는 모든 것 위에서 다스리게 될 것이다. 그리고 다스린게 된 후에 그들은 안식할 것이다.'"
이는 114개의 어구로 이루어져 있어 장 대신 "114구"로 구분한다(따라서 시편보다 더 짧은 구절로 되어 있다). 예수의 가르침이라고 되어 있다. 이들 중 다수는 4복음서에 나오는 것들과 비슷하지만, 일부는 새로 발견된 것들이다.
콥트어 코덱스II와 그리스어 옥시링쿠스 전문의 영어번역본(by Tomas O. Lambdin) 및 한국어번역본을 이곳에서 볼 수 있다.

## 편집비평
첫 구절은 쌍둥이 유다토마스가 기록자라고 되어 있다. 그는 예수의 열두 제자 중의 하나였다. 베드로가 로마에서 그랬듯 토마스는 시리아 지역 믿음의 대표격이었다. 따라서 토마스 복음은 시리아에서 지어졌을 것으로 추정된다. 그와 관련하여 니콜라스 페린(Nicholas Perrin)은 토마스 복음서가 타티아노스(Tatianos)의 "Diatessaron"에 근거하고 있다고 주장하였다. 도마 복음서의 저작 시기는 논란의 여지가 있다. 어록 복음서의 특성상 공관 복음서보다 먼저 쓰였다고 여기는 이들도 있고, 영지주의적인 내용이 담겨 있는 것으로 보아 영지주의가 유행했던 1세기 후반 이후에 편집된 것이라고 볼 수도 있다.

### 사복음서의 공통자료
도마 복음서의 많은 내용이 사복음서와 중복된 평행 본문이다.

- 토마 3 - 루가 17:20-21
- 토마 4 - 마태 19:30 - 마르코 10:31
- 토마 5 - 마태 10:26 - 루가 12:2
- 토마 6 - 루가 11:1
- 토마 8 - 마태 13:47-48
- 토마 9 - 마태 13:3-8 - 마르코 4:3-8 - 루가 8:5-8
- 토마 10 - 루가 12:49
- 토마 13 - 마카 8:27-30
- 토마 14 - 마태 15:11 - 마르코 7:15 - 루가 10:7
- 토마 16 - 마태 10:34-36 - 루가 12:51-53
- 토마 20 - 마태 13:31-32 - 마르코 4:30-32 - 루가 13:18-19
- 토마 22 - 마태 19:14 - 마르코 10:14 - 루가 18:16
- 토마 24 - 마태 6:22-23 - 루가 11:34-36
- 토마 26 - 마태 7:3-5 - 루가 6:41-42
- 토마 30 - 마태 18:20
- 토마 31 - 마태 13:57 - 마르코 6:4 - 루가 4:24
- 토마 32 - 마태 5:14
- 토마 33a - 마태 10:27 - 루가 12:3
- 토마 33b - 마태 5:15  - 마가 4:21 - 루가 8:16, 11:33
- 토마 34 - 마태 15:14 - 루가 6:39
- 토마 35 - 마태 12:29 - 마르코 3:27 - 루가11:21-22
- 토마 36 - 마태 6:25-28 - 루가 12:22-27
- 토마 38 - 마태 13:17 - 루가 10:24 - 요한 7:34
- 토마 39a - 루가 11:52
- 토마 39b - 마태 10:16
- 토마 40 - 마태 15:13 - 요한 15:6
- 토마 41 - 마태 13:12, 25:29 - 마르코 4:24-25 - 루가 8:18, 19:26
- 토마 43 - 마태 7:16-20 - 루가 6:43-45
- 토마 44 - 마태 12:31-32 - 마르코 3:29 - 루가 12:10
- 토마 45 - 마태 7:16-20 - 루가 6:43-46
- 토마 46a - 마태 11:11 - 루가 7:28
- 토마 46b - 마태 18:13 - 마르코 10:15 - 루가 18:17
- 토마 47a - 마태 6:24 - 루가 16:13
- 토마 47b - 마태 9:16-17 - 마르코 2:21-22 - 루가 5:36-37
- 토마 48 - 마태 18:19 - 마르코 11:23-24
- 토마 54 - 마태 5:3 - 루가 6:20
- 토마 55 - 마태 10:37 - 루가 14:26-27
- 토마 57 - 마태 13:24-30
- 토마 61 - 마태 24:40 - 루가 17:34
- 토마 62 - 마태 6:3
- 토마 63 - 루가 12:16-21
- 토마 64a - 마태 22:2-10 - 루가 14:16-23
- 토마 64b - 마태 19:23 - 마르코 Mk 10:23
- 토마 65 - 마태 21:33-39 - 마르코 12:1-8 - 루가 20:9-15
- 토마 66 - 마태 21:42 - 마르코 12:10 - 루가 20:17
- 토마 68 - 마태 5:10-11 - 루가 6:22
- 토마 69 - 마태 5:6 - 루가 6:21
- 토마 71 - 마르코 14:58
- 토마 72 - 루가 12:13-15
- 토마 73 - 마태 9:37-38 - 루가 10:2
- 토마 75 - 마태 22:14
- 토마 76a - 마태 13:45-46
- 토마 76b - 마태 6:19-20 - 루가 12:33
- 토마 78 - 마태 11:7-9 - 루가 7:24-25
- 토마 79 - 루가 11:27-28, 23:29
- 토마 86 - 마태 8:20 - 루가 9:58
- 토마 89 - 루가 11:39-40
- 토마 90 - 마태 11:28-30
- 토마 91 - 루가 12:54-56
- 토마 92 - 마태 7:7 - 루가 11:9
- 토마 93 - 마태 7:6
- 토마 94 - 마태 7:8 - 루가 11:10
- 토마 95 - 루가 6:34-35, 14:12-14
- 토마 96 - 마태 13:33 - 루가 13:21
- 토마 99 - 마태 12:47-50 - 마르코 3:32-35 - 루가 8:20-21
- 토마 100 - 마태 22:17-21 - 마르코 12:14-17 - 루가 20:22-25
- 토마 101 - 마태 10:37 - 루가 14:26-27
- 토마 103 - 마태 24:43 - 루가 12:39
- 토마 104 - 마태 9:14-15 - 마르코 2:18-20 - 루가 5:33-35
- 토마 106 - 마태 17:20, 21:21 - 마르코 11:23
- 토마 107 - 마태 18:12-13 - 루가 15:3-7
- 토마 109 - 마태 13:44
- 토마 113 - 루가 17:20-21

## 한국어 번역의 역사
- 구두인, 《살아있는 예수님의 숨어있는 말씀, 일명 도마복음서》, 연세논업, 1964
- 김용옥(金龍玉), 《도마福音書硏究》, 대한기독교출판사, 1983
- 유병우, 《도마복음 Nag Hammadi Codex ll-2 교수논문집》, 한영신학대학교, 2001
- 권영흠, 《토마에 의한 복음서》, 스틸로그라프, 2005
- 김용옥(金容沃), 《도올의 도마복음 이야기 1》, 통나무, 2008
- 오강남, 《도마복음 풀이》, 기독교사상, 2008년 (1월-12월 연재), 2008
- 오강남, 《또 다른 예수 - 비교종교학자 오강남 교수의 '도마복음'풀이》, 예담, 2009
- 박영호, 《메타노에오, 신화를 벗은 예수 - 다석 사상으로 풀이한 도마복음》, 인물과사상사, 2009
- 송혜경 역주, 《신약 외경 - 상권 : 복음서》, 한님성서연구소, 2009
- 김용옥(金容沃), 《도올의 도마복음 한글역주 2》, 통나무, 2010
- 김용옥(金容沃), 《도올의 도마복음 한글역주 3》, 통나무, 2010
- 박세당, 《예수는 이렇게 말했다》,  모시는 사람들, 2011
- 권영흠, 《도마복음서》, 해, 2014
- 공병효, 《예수의 인성교육 - 도마복음강론》, 2014
- 홍남권, 《금서가 된 예수님 말씀》, 온하루출판사, 2017

## 같이 보기
- 사복음서
- 복음서 목록
- 신약 외경
- 나그함마디 문서
- 공관 복음서
- Q자료